# Custo-padrão
Custo-padrão é o custo planejado para a produção de um bem.
Funciona como uma forma de planejamento, dentro de condições previstas. Também serve como uma medida de eficiência do processo produtivo, já que, ao ser comparado com o custo real, identifica os pontos em que podem ocorrer ineficiências ou desvios de recursos.
O custo-padrão é pré-atribuído, tomado como base para o registro da produção antes da determinação do custo efetivo.
Em sua concepção gerencial, o custo-padrão indica o custo ideal, ou seja, aquele que deveria ser obtido pela indústria nas condições de plena eficiência e máximo rendimento.

## Características
O método de custeio padrão apresenta as seguintes características essenciais:
- Valor do custo é pré-fixado, com base no histórico ou em metas a serem perseguidas pela empresa;
- Utilização pela contabilidade, com ajustes periódicos levando em conta variações de custo para acompanhar o valor efetivo real (pelo método do custeio por absorção).
- Facilidade de apuração do balancete de verificação.

A Resolução 750/93 do Conselho Federal de Contabilidade fixou os Princípios de Contabilidade. Dentre esses aparece o Princípio do Registro pelo Valor Original que determina que os elementos patrimoniais devem ser registrados pela contabilidade por seus valores originais, expressos em moeda corrente do país, o que descarta a utilização do custo-padrão para fins de avaliação dos estoques e dos custos dos produtos vendidos, pois este pode divergir da transação efetiva.
Por outro lado, o item 37 da NPC 2 (Pronunciamento do Instituto dos Auditores Independentes do Brasil – IBRACON nº 2 de 30/04/1999), admite o custo-padrão, desde que ajustado periodicamente, nos seguintes termos:
“Custos-padrão são também aceitáveis se revisados e reajustados periodicamente, sempre que ocorrerem alterações significativas nos custos dos materiais, dos salários, ou no próprio processo de fabricação, de forma a refletir as condições correntes. Na data do balanço, o custo-padrão deve ser ajustado ao real.”
O método de custeio-padrão pode ser utilizado, contabilmente e gerencialmente, porém, é imprescindível que seu ajuste com os custos reais se faça regularmente, no mínimo a cada três meses, exigindo-se tal procedimento quando por ocasião do levantamento do balanço patrimonial.